# Planet (motorfiets)
Planet is een historisch merk van motorfietsen.
De bedrijfsnaam was: Planet Engineering Co., Ashted, Birmingham.
Dit was een Engelse fabrikant die vanaf 1919 motorfietsen samenstelde met 269cc-Villiers- en 293- tot 546cc-Union- en Blackburne-motoren.
Planet Engineering bouwde haar motorfietsen met componenten die door toeleveranciers gemaakt werden. Kort na de Eerste Wereldoorlog ontstonden honderden van deze bedrijfjes en motorfabrikanten als Villiers, Union en Blackburne concentreerden zich op de levering van inbouwmotoren voor deze kleine merken. De concurrentie was echter groot, temeer omdat de oudere, bestaande merken als BSA, Triumph, AJS, Matchless, Ariel en Triumph, die tijdens de oorlog vooral voor de Britse, Franse en Russische legers geproduceerd hadden, weer op de Britse markt verschenen. Planet hield het dan ook niet lang vol: in 1920 verdween het merk weer.